# 陰陽路之我在你左右
《陰陽路之我在你左右》是一部1997年香港恐怖鬼片，《陰陽路系列》第二部電影，由邱禮濤執導，古天樂、雷宇揚、丁子峻、錢嘉樂和歐陽妙芝主演。

## 劇情簡介
圍繞電台電目“驚叫一點鐘”三位主持身邊發生的事情。全片分成三個單元。
第一個單元是關於一個女孩在她的男朋友在一場悲慘事件中去世後，她打電話給廣播電台尋求安慰。其中一位主持麻木不仁地建議她應該自殺以與男友相會 她聽從了他的建議，當她的鬼魂回來纏著他時，主持感到內疚。
第二個單元講述一群朋友在一次遊船河中，從沉船殘骸中救出一位神秘女子後，遭遇了靈異事件。
第三個單元是關於一位主持為一名街頭賽車手，並在路上偶然發現了一個險惡的幽靈。

## 角色介紹
過場角色:

電台電目“驚叫一點鐘”
- 古天樂 飾 阿　琛
- 雷宇揚 飾 柴　少
- 丁子峻 飾 長　髮
- 谷德昭 飾 台　長

茶餐廳
- 錢嘉樂 飾 阿　樂
- 溫裕紅 飾 阿　紅

單元角色:
| 演員       | 角色           | 簡介 |
| 我在你左右 |                | |
| 丁子峻     | 長 髮          | 電台電目“驚叫一點鐘”主持，Anita致電電台求助但被其教唆Anita自殺，自覺被Anita鬼魂纏上並感後悔，找到其週記後被其痴情所迷，跳樓自殺而死 |
| 李蕙敏     | Anita          | 男朋友因被人高空投擲玻璃瓶擲中頭部而死，因過度掛念男朋友而感痛苦致電電台求助，但被長髮教唆自殺，死後致電電台稱被長髮欺騙            |
| 許芬       | Anita之母      | 失明人士，似乎刻意令長髮找到Anita週記                                                                                               |
| 遊船河     |                | |
| 雷宇揚     | 柴 少          | 電台電目“驚叫一點鐘”主持 因長髮之死而參與遊“解穢河” 在船上失蹤                                                                      |
| 張達明     | 咸 蛋 Jimmy    | 長髮之友，於“新義安老院”做義工認識 因長髮之死而參與遊“解穢河” 在船上失蹤                                                            |
| 黎耀祥     | 咖 哩 Bobby    | 長髮之友，於“新義安老院”做義工認識 因長髮之死而參與遊“解穢河” 在船上失蹤                                                            |
| 吳志雄     | 華 哥          | 船長 懼怕玻璃瓶 疑似高空擲物以致Anita男朋友死亡 在船上死亡                                                                          |
| 伍詠薇     | 阿 Miu         | 收費電話女郎 被咖哩致電相約參與遊“解穢河”之女士 疑似找替身之鬼魂                                                                    |
| 江希文     |                | 海中獲救少女 疑似找替身之鬼魂 |
| 鬥車       |                | |
| 古天樂     | 阿 琛          | 電台電目“驚叫一點鐘”主持 撞倒逃跑時走出公路的紅衣女子，因以為其是鬼魂故不顧而去                                                     |
| 歐陽妙芝   | 紅衣女子       | 日前被阿琛鬥車之對手捉到郊外強暴，逃跑時走出公路被阿琛撞倒，滾下山坡後死亡                                                          |
| 陳志輝     | 阿琛鬥車之對手 | 與阿琛鬥車時突然爆炸而死 |

## 歌曲
主題曲《我在你左右》
編曲：曾仲影，填詞：慎芝
插曲《疤痕》
作曲：馮穎琪，填詞：林夕，編曲：麥皓輪
演唱：李蕙敏

## 外部連結
- 香港影庫上《陰陽路之我在你左右》的資料（繁體中文）
- 互联网电影数据库（IMDb）上《陰陽路之我在你左右》的资料（英文）
- 豆瓣电影上《陰陽路之我在你左右》的資料 （简体中文）
- 时光网上《陰陽路之我在你左右》的資料（简体中文）